# الخوعة (السوادية)

تعديل مصدري - تعديل

الخوعة هي إحدى قرى عزلة ال حسن بمديرية السوادية التابعة لمحافظة البيضاء، بلغ تعداد سكانها 1725 نسمة حسب تعداد اليمن لعام 2004.